# Dieter Braun
Dieter Braun is een voormalig Duits motorcoureur. Hij werd twee keer wereldkampioen en vijf keer kampioen van Duitsland. Braun werd op 2 februari 1943 geboren in Ulm, maar groeide op in het nabijgelegen Hermaringen.

## Carrière
Braun begon zijn motorsportcarrière als helper van zijn neef en later als motorcrossser met een Maico. Nadat hij regionaal jeugdkampioen werd, bouwde hij zijn Maico om en begon met succes aan een wegracecarrière. In 1965 kocht hij ongezien een van de twee Yamaha TD 1-machines die voor Duitsland bestemd waren.

### 1967
In 1967 werd hij Duits 350cc-kampioen met zijn Aermacchi Ala d'Oro 350. Met die machine werd hij ook 13e in de TT van Assen.

### 1968
In het seizoen 1968 verkocht MZ productieracers via het postorderbedrijf Neckermann. Ze waren minder snel dan de MZ-fabrieksracers, maar ook veel betrouwbaarder. Neckermann zette een team op met Siegfried Möhringer en Dieter Braun. Die laatste werd er Duits 125cc-kampioen mee. In de Duitse Grand Prix werd Braun met een Aermacchi Ala d'Oro 250 achtste in de 250cc-race, maar in die tijd kregen alleen de eerste zes punten. In de 125cc-race werd hij vierde achter Möhringer. Het waren wel de eerste WK-punten voor Dieter Braun. In de 125cc-race van de TT van Assen werd hij vijfde, in de GP van Tsjecho-Slowakije vierde, in de Ulster Grand Prix vijfde en in de GP des Nations zesde. Hij sloot het seizoen af als zevende in de eindstand van de 125cc-klasse. Neckermann, dat veel had ingezet op de verkoop van MZ's en zelfs een eigen motorblad had opgezet, zag dat de kosten van het racen niet opwogen tegen de verdiensten en stopte het project aan het einde van 1968.

### 1969
In 1969 werd Braun opnieuw Duits 125cc-kampioen met zijn Neckermann-MZ, maar hij kocht voor 35.000 gulden ook een ex-fabrieks-Suzuki RT 67 uit 1968 en een MZ RE 250. In de 125cc-klasse werd hij tweede in de GP van Duitsland, de GP van België en de GP van Tsjecho-Slowakije. Hij won de GP van de Adriatische Zee en werd in het WK tweede achter Dave Simmonds (Kawasaki).

### 1970 (eerste wereldtitel)
Hoewel Braun in het seizoen ook met 250- en 350cc-MZ's reed, concentreerde hij zich op de 125cc-klasse. Met RT 67 won hij de Franse GP, de GP van de Adriatische Zee, de Lightweight 125 cc TT en de TT van Assen en hij werd tweede in de GP van de DDR en de GP van Tsjecho-Slowakije. In de GP van Finland viel Braun uit, maar concurrent Ángel Nieto ook, waardoor Braun wereldkampioen werd. Hij had de tienversnellingsbak van zijn Suzuki wel moeten vervangen door een zesbak, vanwege nieuwe reglementen.
| De Suzuki RT 67 was een 125cc-tweecilindertweetakt, die zoals de naam aangeeft dateerde uit 1967, maar eigenlijk was begonnen als Suzuki RT 63 in 1963. Suzuki had jarenlang geprobeerd drie-en vierclinder 125cc-racers te ontwikkelen, maar was steeds teruggevallen op de tweecilinders. De ontwikkeling stopte in 1967 en in 1968 reed Hans-Georg Anscheidt als privérijder zo'n RT 67 naar de vierde plaats in het WK. Anscheidt had echter twee machines. In 1969 verkocht hij er een uit 1968 aan Dieter Braun en uit 1967 een (met alle reservedelen) aan Henk Viscaal, die er Cees van Dongen mee liet rijden. Bij gebrek aan onderdelen was Braun gedwongen ook zijn eigen machine aan Viscaal te verkopen, op voorwaarde dat hij er het seizoen 1969 mee mocht afmaken, zij het in de kleuren van het Motor Racing Team Nederland. In 1970 reed alleen Braun nog op de RT 67 en hij werd er wereldkampioen mee, maar in 1971 stapte hij over op een 125cc-Maico. In dat jaar reed Barry Sheene zijn eerste WK-seizoen met de RT 67 en hij werd tweede in het wereldkampioenschap. |

### 1971
Braun begon het seizoen 1971 weer met zijn Suzuki RT 67, maar de onderdelenvoorziening werd zo penibel dat hij die machine na de Duitse Grand Prix omruilde voor een Maico 125 RS, minder snel maar met genoeg onderdelen. Met een 250cc-Yamaha TD 2 B startte hij in de 250cc-klasse, maar waarschijnlijk ook in de 350cc-Ulster Grand Prix, waar hij als tweede finishte. Zowel in de 125cc-klasse als de 250cc-klasse presteerde hij goed, maar hij begon pas in de 250cc-klasse te rijden nadat er al drie races gereden waren. Hij won de 250cc-GP van de DDR, maar eindigde in de 125cc-klasse als vierde en in de 250cc-klasse als vijfde. Na het zien van de vele ongevallen tijdens de Isle of Man TT besloot hij daar nooit meer te rijden.

### 1972
In het 1972 kreeg Braun via de Duitse Yamaha-importeur Mitsui een 350cc-fabrieks-Yamaha YZ 634. Deze machine had volgens Yamaha meer dan 65 pk, maar was daarmee niet opgewassen tegen de nieuwe 77pk-sterke MV Agusta 350 4C van Giacomo Agostini. In de 250cc-klasse reed hij met een SMZ, een tandemtwin die door zijn monteurs Sepp Schlögl, Toni Mang en Alfons Zender was gebouwd uit Maico-onderdelen. In de 125cc-klasse gebruikte hij weer zijn Maico 125 RS. Vooral de SMZ was erg snel, maar leed onder betrouwbaarheidsproblemen, waardoor enkele overwinningen Braun uit handen glipten. De boycot van de Isle of Man TT, in 1971 ingezet door de 125cc-rijders na de dood van Santiago Herrero, werd nu uitgebreid en ook Braun zou nooit meer deelnemen. Braun sloot het kampioenschap in de 125cc-klasse af als achtste, in de 250cc-klasse als twaalfde en in de 350cc-klasse als vierde.

### 1973 (tweede wereldtitel)
Via Mitsui kreeg hij voor het seizoen 1973 een Yamaha TZ 250 en een Yamaha TZ 350. Jarno Saarinen won drie 250cc-races, maar verongelukte tijdens de GP des Nations. Daarna kwam Dieter Braun pas echt op stoom. Hij won de GP's van Joegoslavië, Assen, Tsjecho-Slowakije en Zweden en werd wereldkampioen 250 cc. Na de 250cc-race in Zweden diende de Fin Matti Salonen een protest in tegen de machine van Braun, maar het was duidelijk dat hij dat in opdracht van Yamaha-importeur Arwidson deed. Hij moest de zondebok zijn in plaats van Teuvo Länsivuori, want Salonen speelde noch in de race noch in het wereldkampioenschap een rol van betekenis. De machine bleek bij het nameten van de cilinderinhoud in orde te zijn. Voor zijn enkele race in de 500cc-GP van België gebruikte Braun waarschijnlijk zijn TZ 350 met iets grotere zuigers en cilinders.

### 1974
Nu Giacomo Agostini in het seizoen 1974 was overgestapt naar Yamaha, stelde Phil Read aan MV Agusta voor om Dieter Braun als tweede rijder aan te trekken. MV Agusta had echter ook iemand nodig voor het Italiaans kampioenschap en koos voor Gianfranco Bonera. Braun werd echter met Länsivuori opgenomen in het fabrieksteam van Yamaha. Nadat Bill Henderson tijdens de trainingen van de Duitse Grand Prix zwaargewond raakte besloten alle fabrieksteams en de meeste privérijders de races te boycotten. Het leverde de rijders met een Duitse licentie (waaronder Dieter Braun) een schorsing van een jaar op. De wedstrijden in het kader van de Eifelrennen waren echter open voor auto's en motorfietsen, wat door de FIM al jarenlang verboden was. De autocoureurs wilden geen strobalen langs de vangrails omdat die brandgevaarlijk waren, maar dezelfde kale vangrails hadden in 1970 al het leven gekost aan Rob Fitton. Uiteindelijk draaide de FIM de schorsingen terug, kreeg de Duitse bond een boete van 20.000 Zwitserse franken en werd wedstrijdleider Kurt Bosch uit zijn functie ontheven. De boycot van de Isle of Man TT was nu algemeen. Braun reed vooral in de 250- en 350cc-klassen een heel goed seizoen. In beide klassen eindigde hij als tweede in het wereldkampioenschap. In vier Grands Prix mocht hij twee keer naar het erepodium.

### 1975
Ook in het seizoen 1975 reed Braun sterk. Hij kwam onverwacht in vier klassen uit. Hij won de 350cc-race van de TT van Assen en de 250cc-race van de GP van Joegoslavië. In Joegoslavië kreeg hij echter ook het verzoek om met de Morbidelli 125 GP te starten. Beide Morbidelli-fabrieksrijders, Paolo Pileri en Pier Paolo Bianchi, waren geblesseerd en Yamaha-coureur Kent Andersson kon nog wereldkampioen worden. De taak van Dieter Braun en Pierluigi Conforti was om Andersson van de overwinning af te houden. Braun won de race voor Conforti, Eugenio Lazzarini (Piovaticci) en Andersson.

### 1976
Het seizoen 1976 verliep rommelig. In de 500cc-klasse reed Braun met weinig succes met een Suzuki RG 500 en in de 250cc-klasse wist hij met zijn Yamaha TZ 250 de GP van Joegoslavië te winnen. Voor de 350cc-klasse koos hij echter voor de Morbidelli 350 GP, een viercilinder met veel potentie, die bij zijn debuut in 1973 95 pk leverde, waarmee hij in de 500cc-klasse een goed figuur zou hebben geslagen. Door de extreme motortrillingen moest het vermogen teruggebracht worden naar 65 pk, slechts 1 pk meer dan de Morbidelli 250 tweecilinder. Na slechts een enkele race stapte Braun al over op een Yamaha TZ 350 omdat hij de Morbidelli ook niet goed aan het sturen kreeg. Hij stuurde de machine naar Nico Bakker om een nieuw frame te laten aanmeten en dat werkte goed: toen het Bakker-frame klaar werd hij tweede in de Finse Grand Prix, maar het was te laat voor een hoge klassering in de WK-stand. In de 500cc-race van de GP van Duitsland kwam hij ten val waardoor hij zijn linkerarm blesseerde. Hij maakte toen al het einde van zijn carrière bekend.

### 1977
In januari 1977 werd Dieter Braun voor de derde keer geopereerd aan zijn arm. Hij herstelde voldoende om toch aan het seizoen 1977 te beginnen. Tijdens zijn eerste race, de 350cc-Grand Prix van Oostenrijk gebeurde echter een ernstig ongeval, waarbij de Zwitser Hans Stadelmann verongelukte. Johnny Cecotto brak een arm, Franco Uncini raakte lichtgewond, Patrick Fernandez ernstig gewond en dat gold ook voor Dieter Braun, die een schedelfractuur, een oogverwonding en beschadigde nekwervels had, maar vier dagen in coma lag. Hierna beëindigde hij zijn carrière definitief.

## Autosport
Braun nam ook deel aan enkele races in de autosport, in 1975 startte hij in vier Formule 2-wedstrijden voor het Team Warsteiner Eurorace.

## Classic races
Zoals veel oud-coureurs ging Dieter Braun op oudere leeftijd deelnemen aan classic-races, waar hij vooral kwam om zijn oude collega's te ontmoeten. Ook toen had hij een voorkeur voor wedstrijden in de voormalige DDR, waar zijn populariteit nog altijd groot was. De wedstrijden op de Sachsenring sloeg hij zelden over.

## Wereldkampioenschap wegrace resultaten
(Races in vet zijn pole-positions; races in cursief geven de snelste ronde aan, punten (tussen haakjes) zijn inclusief streepresultaten)
| Jaar | Klasse | Team          | Motorfiets                | 1       | 2       | 3       | 4       | 5       | 6       | 7       | 8       | 9       | 10      | 11      | 12      | 13    | Punten  | Plaats | Overwinningen |                                        | Wereldkampioen |
| ---- | ------ | ------------- | ------------------------- | ------- | ------- | ------- | ------- | ------- | ------- | ------- | ------- | ------- | ------- | ------- | ------- | ----- | ------- | ------ | ------------- | -------------------------------------- | -------------- |
| 1967 | 350 cc | Privé         | Aermacchi Ala d'Oro 350   |         | DUI -   |         | IOM -   | NED 13  |         | DDR -   | TSL -   |         | ULS -   | NAT -   |         | JAP - | 0       | -      | 0             | Mike Hailwood, Honda RC 174            |                |
| 1968 | 125 cc | Privé         | Neckermann-MZ RE 125      | DUI 4   | SPA -   | IOM -   | NED 5   |         | DDR -   | TSL 4   | FIN -   | ULS 5   | NAT 6   |         |         |       | 11      | 7e     | 0             | Phil Read, Yamaha RA 31 A              |                |
| 1968 | 250 cc | Privé         | Aermacchi Ala d'Oro 250   | DUI 8   | SPA -   | IOM -   | NED -   | BEL -   | DDR -   | TSL -   | FIN -   | ULS -   | NAT -   |         |         |       | 0       | -      | 0             | Phil Read, Yamaha RD 05                |                |
| 1968 | 350 cc | Privé         | Aermacchi Ala d'Oro 350   | DUI -   |         | IOM -   | NED -   |         | DDR -   | TSL -   |         | ULS -   | NAT 11  |         |         |       | 0       | -      | 0             | Giacomo Agostini, MV Agusta 350 3C     |                |
| 1969 | 125 cc | Privé         | Suzuki RT 67              | SPA DNF | DUI 2   | FRA DNF | IOM -   | NED DNF | BEL 2   | DDR 11  | TSL 2   | FIN 4   |         | NAT -   | ADR 1   |       | 59      | 2e     | 1             | Dave Simmonds, Kawasaki KA-1           |                |
| 1969 | 250 cc | Privé         | MZ RE 250                 | SPA 7   | DUI DNF | FRA -   | IOM -   | NED 6   | BEL DNF | DDR -   | TSL 6   | FIN 5   | ULS -   | NAT -   | ADR -   |       | 20      | 10e    | 0             | Kel Carruthers, Benelli 250 4C         |                |
| 1970 | 125 cc | Privé         | Suzuki RT 67              | DUI -   | FRA 1   | ADR 1   | IOM 1   | NED 1   | BEL DNF | DDR 2   | TSL 2   | FIN DNF |         | NAT DNF | SPA 4   |       | 84 (92) | 1e     | 2             | Dieter Braun, Suzuki RT 67             |                |
| 1970 | 250 cc | Privé         | MZ RE 250                 | DUI -   | FRA DNF | ADR DNF | IOM DNF | NED 4   | BEL -   | DDR DNF | TSL 8   | FIN -   | ULS -   | NAT 4   | SPA -   |       | 19      | 14e    | 0             | Rodney Gould, Yamaha TR 2              |                |
| 1970 | 350 cc | Privé         | MZ RE 250 (opgeboord)     | DUI -   |         | ADR -   | IOM DNF | NED -   |         | DDR -   | TSL 5   | FIN -   | ULS -   |         |         |       | 17      | 11e    | 0             | Giacomo Agostini, MV Agusta 350 3C     |                |
| 1970 | 350 cc | Privé         | Yamaha TR 2               |         |         |         |         |         |         |         |         |         |         | NAT 6   | SPA 5   |       | 17      | 11e    | 0             | Giacomo Agostini, MV Agusta 350 3C     |                |
| 1971 | 125 cc | Privé         | Suzuki RT 67              | OOS 4   | DUI -   |         |         |         |         |         |         |         |         |         |         |       | 54      | 4e     | 0             | Ángel Nieto, Derbi                     |                |
| 1971 | 125 cc | Privé         | Maico 125 RS              |         |         | IOM -   | NED 4   | BEL 3   | DDR 4   | TSL -   | ZWE 4   | FIN 2   |         | NAT -   | SPA DNF |       | 54      | 4e     | 0             | Ángel Nieto, Derbi                     |                |
| 1971 | 250 cc | Privé         | Yamaha TD 2 B             | OOS -   | DUI -   | IOM -   | NED 3   | BEL 3   | DDR 1   | TSL -   | ZWE -   | FIN 3   | ULS 3   | NAT 8   | SPA -   |       | 58      | 5e     | 0             | Phil Read, Yamaha YZ 635               |                |
| 1971 | 350 cc | Privé         | Yamaha TD 2 B (opgeboord) | OOS -   | DUI -   | IOM -   | NED -   |         | DDR -   | TSL -   | ZWE -   | FIN -   | ULS 2   | NAT -   | SPA -   |       | 12      | 16e    | 0             | Giacomo Agostini, MV Agusta 350 3C     |                |
| 1972 | 125 cc | Privé         | Maico 125 RS              | DUI -   | FRA -   | OOS 7   | NAT -   | IOM DNS | JOE -   | NED -   | BEL 6   | DDR -   | TSL -   | ZWE -   | FIN 3   | SPA - | 25      | 8e     | 0             | Ángel Nieto, Derbi                     |                |
| 1972 | 250 cc | Privé         | SMZ                       | DUI 2   | FRA 9   | OOS DNF | NAT -   | IOM DNS | JOE -   | NED -   | BEL 4   | DDR DNF | TSL 5   | ZWE -   | FIN -   | SPA - | 22      | 12e    | 0             | Jarno Saarinen, Yamaha YZ 635          |                |
| 1972 | 350 cc | Mitsui-Yamaha | Yamaha YZ 634             | DUI -   | FRA 6   | OOS -   | NAT 8   | IOM DNS | JOE 2   | NED 4   |         | DDR 3   | TSL 3   | ZWE 5   | FIN -   | SPA - | 54      | 4e     | 0             | Giacomo Agostini, MV Agusta 350 3C     |                |
| 1973 | 250 cc | Mitsui-Yamaha | Yamaha TZ 250             | FRA 28  | OOS -   | DUI 4   | NAT DNF | IOM DNS | JOE 1   | NED 1   | BEL -   | TSL 1   | ZWE 1   | FIN 2   | SPA -   |       | 80      | 1e     | 4             | Dieter Braun, Yamaha TZ 250            |                |
| 1973 | 350 cc | Mitsui-Yamaha | Yamaha TZ 350             | FRA 11  | OOS 6   | DUI DNF | NAT 7   | IOM DNS | JOE 2   | NED 5   |         | TSL 5   | ZWE DNF | FIN DNF | SPA -   |       | 33      | 8e     | 0             | Giacomo Agostini, MV Agusta 350 3C     |                |
| 1973 | 500 cc | Mitsui-Yamaha | Yamaha TZ 350 (opgeboord) | FRA -   | OOS -   | DUI -   | NAT -   | IOM -   | JOE -   | NED -   | BEL DNF | TSL -   | ZWE -   | FIN -   | SPA -   |       | 0       | -      | 0             | Phil Read, MV Agusta 500 4C            |                |
| 1974 | 250 cc | Yamaha        | Yamaha TZ 250             |         | DUI DNS |         | NAT -   | IOM DNS | NED DNF | BEL 2   | ZWE 5   | FIN 3   | TSL 3   | JOE 3   | SPA 3   |       | 58      | 2e     | 0             | Walter Villa, Harley-Davidson RR 250   |                |
| 1974 | 350 cc | Yamaha        | Yamaha TZ 350             | FRA -   | DUI DNS | OOS 3   | NAT -   | IOM DNS | NED 2   |         | ZWE 4   | FIN 3   |         | JOE 3   | SPA 2   |       | 62      | 2e     | 0             | Giacomo Agostini, Yamaha OW 16         |                |
| 1974 | 500 cc | Yamaha        | Yamaha TZ 500             | FRA DNF | DUI DNS | OOS 5   | NAT -   | IOM DNS | NED -   | BEL 3   | ZWE -   | FIN -   | TSL 5   |         |         |       | 22      | 7e     | 0             | Phil Read, MV Agusta 500 4C            |                |
| 1975 | 125 cc | Morbidelli    | Morbidelli 125 GP         |         |         |         |         |         |         |         |         |         |         |         | JOE 1   |       | 15      | 11e    | 1             | Paolo Pileri, Morbidelli               |                |
| 1975 | 250 cc | Privé         | Yamaha TZ 250             | FRA DNF | SPA DNF |         | DUI 8   | NAT 4   | IOM DNS | NED 3   | BEL 8   | ZWE 6   | FIN 4   | TSL 3   | JOE 1   |       | 56 (62) | 3e     | 1             | Walter Villa, Harley-Davidson RR 250   |                |
| 1975 | 350 cc | Privé         | Yamaha TZ 350             | FRA DNF | SPA 5   | OOS DNF | DUI 2   | NAT 4   | IOM DNS | NED 1   |         |         | FIN 5   | TSL DNF | JOE DNF |       | 47      | 4e     | 1             | Yamaha OW 16 / Bimota-Yamaha OW 16     |                |
| 1975 | 500 cc | Privé         | Yamaha TZ 500             | FRA DNF |         | OOS 6   | DUI 6   | NAT -   | IOM DNS | NED -   | BEL DNF | ZWE 5   | FIN -   | TSL -   |         |       | 16      | 13e    | 0             | Giacomo Agostini, Yamaha OW 23         |                |
| 1976 | 250 cc | Privé         | Yamaha TZ 250             | FRA -   |         | NAT -   | JOE 1   | IOM DNS | NED 9   | BEL 7   | ZWE 2   | FIN 6   | TSL 7   | DUI -   | SPA -   |       | 42 (50) | 6e     | 1             | Walter Villa, Harley-Davidson RR 250   |                |
| 1976 | 350 cc | Privé         | Morbidelli 350            | FRA DNF |         |         |         |         |         |         |         |         |         |         |         |       | 23      | 11e    | 1             | Walter Villa, Harley-Davidson RR 350   |                |
| 1976 | 350 cc | Privé         | Yamaha TZ 350             |         | OOS 5   | NAT -   | JOE -   | IOM DNS | NED 9   |         |         |         |         |         |         |       | 23      | 11e    | 1             | Walter Villa, Harley-Davidson RR 350   |                |
| 1976 | 350 cc | Privé         | Bakker-Morbidelli         |         |         |         |         |         |         |         |         | FIN 2   | TSL DNF | DUI 8   | SPA -   |       | 23      | 11e    | 1             | Walter Villa, Harley-Davidson RR 350   |                |
| 1976 | 500 cc | Privé         | Suzuki RG 500             | FRA 8   | OOS 15  | NAT 9   |         | IOM DNS | NED -   | BEL 6   | ZWE DNF | FIN 6   | TSL DNF | DUI DNF |         |       | 15      | 17e    | 0             | Barry Sheene, Suzuki RG 500            |                |
| 1977 | 350 cc | Privé         | Yamaha TZ 350             | VEN -   | OOS DNF | DUI -   | NAT -   | SPA -   | FRA -   | JOE -   | NED -   |         | ZWE -   | FIN -   | TSL -   | GBR - | 0       | -      | 0             | Takazumi Katayama, Yamaha driecilinder |                |

## Trivia

### Dieter Braun en de Oost-Duitsers (1)
Vanaf het seizoen 1969 werd Dieter Braun de lieveling van het publiek tijdens de Oost-Duitse Grand Prix. Hoewel ook Heinz Rosner nog meereed, werd West-Duitser Braun bij elke doorkomst toegejuicht. Natuurlijk was dit de organisatoren en wedstrijdleiders van de Allgemeiner Deutscher Motorsport Verband een doorn in het oog en uiteindelijk het begin van het einde van de GP van de DDR. Toen Braun in 1969 niet won was de ramp nog te overzien, maar als hij dat wel deed moest men het Lied der Deutschen (het Duitse volkslied) spelen en dat was niet de bedoeling. Tijdens de DDR-GP van 1970 werd winnaar Ángel Nieto uitgefloten omdat hij Dieter Braun (die werd toegejuicht) in de laatste bocht had ingehaald. De zaak escaleerde toen Braun de 250cc-race van de GP van de DDR van 1971 won. Nog tijdens de race probeerde een official van de Allgemeiner Deutscher Motorsport Verband raceleider Hans Zacharias te bewegen Dieter Braun voortijdig met de zwarte vlag uit de race te halen, om te verhinderen dat het West-Duitse volkslied gespeeld zou worden. Zacharias weigerde dat te doen en verloor zijn baan als raceleider. Het publiek zong bij de huldiging het derde couplet van het Lied der Deutschen (Einigkeit und Recht und Freiheit für das deutsche Vaterland!) mee en klom zelfs over de hekken om Braun's overwinning te vieren. Als reactie daarop werd de Grand Prix van de DDR in vanaf 1973 een uitnodigingswedstrijd, alleen voor coureurs uit de socialistische landen. De Grand Prix verloor daardoor haar WK-status. De Oost-Duitsers trokken daarna massaal naar de Grand Prix van Tsjecho-Slowakije om Braun alsog toe te juichen.

### Dieter Braun en de Oost-Duitsers (2)
Toen Braun in 1968 op de Neckermann-MZ reed, werden zijn motorfietsen onderhouden door Oost-Duitse monteurs. Zij waren volgens Braun niet alleen heel kundig, maar ook heel vriendelijk. Toen Braun in 1969 met de Suzuki RT 67 reed, hielpen dezelfde Oost-Duitse monteurs hem zo vaak ze konden. Dat was niet naar de zin van de DDR-officials, waarvan er altijd een naast stond om te voorkomen dat er "politieke of persoonlijke" gesprekken gevoerd konden worden.

### Dieter Braun en de Oost-Duitsers (3)
Tijdens zijn Neckermann-tijd merkte Dieter Braun dat er in de DDR een wat vertekend beeld van het "Westen" bestond. Zijn monteurs dachten dat de firma Neckermann elk jaar voor het hele personeel gratis vakanties op Majorca organiseerde.